# Rorgonidi
Rorgonidi su bili moćna franačka obitelj, prvi spomenuta u osmom stoljeću. Iz ove obitelji, poznate i kao dinastija Mayenne, potekli su prvi grofovi Mainea. Rorgonidi su nazvani po grofu Rorgonu I. od Mainea, koji je osnovao svoju dinastiju. Njegov sin, Gauzfrid, grof Mainea, vladao je normanskom Neustrijom.
Prvi vladar Mainea — koji je bio vojvoda Mainea — bio je Hervé od Mainea, za kojeg Christian Settipani pretpostavlja da je bio brat ili nećak grofa Lamberta od Hesbayea. Settipani je identificirao Hervéa kao izravnog pretka Rorgonida.